# VIVO (Technologieunternehmen)
Vivo ist ein chinesisches Technologieunternehmen. Vivo war ein Mitglied von BBK Electronics. Gegründet wurde Vivo Communication Technology Co. Ltd. im Jahr 2009.
Bereits vor dem Markteintritt in Europa hatte Vivo einen Weltmarktanteil von 7 bis 8 % und gehört laut IDC zu den sechs größten Herstellern. Vivo hat über 10.000 Beschäftigte, die in neun Zentren in Asien und Amerika tätig sind.

## Geschichte
Seit seiner Gründung im Jahr 2009 hat sich Vivo auf über 100 Länder weltweit ausgedehnt und verfügt nach eigenen Angaben über 200 Millionen Kunden weltweit. Die internationale Expansion begann 2014 mit dem Eintritt in den thailändischen Markt.
Vivo folgte schnell mit Markteinführungen in Indien, Indonesien, Malaysia, Myanmar, den Philippinen und Vietnam.
Im Jahr 2017 trat Vivo in den Smartphone-Markt in Bangladesch, Brunei, Hongkong, Kambodscha, Laos, Macao, Nepal, Pakistan, Russland, Sri Lanka, und Taiwan ein.
Im Jahr 2019 nahm das Unternehmen den Betrieb im Nahen Osten auf.
Im Jahr 2020 kam Vivo erstmals auf den europäischen Markt, im selben Jahr wie Oppo, welches auch zu BBK-Electronics gehört.

## Marketing

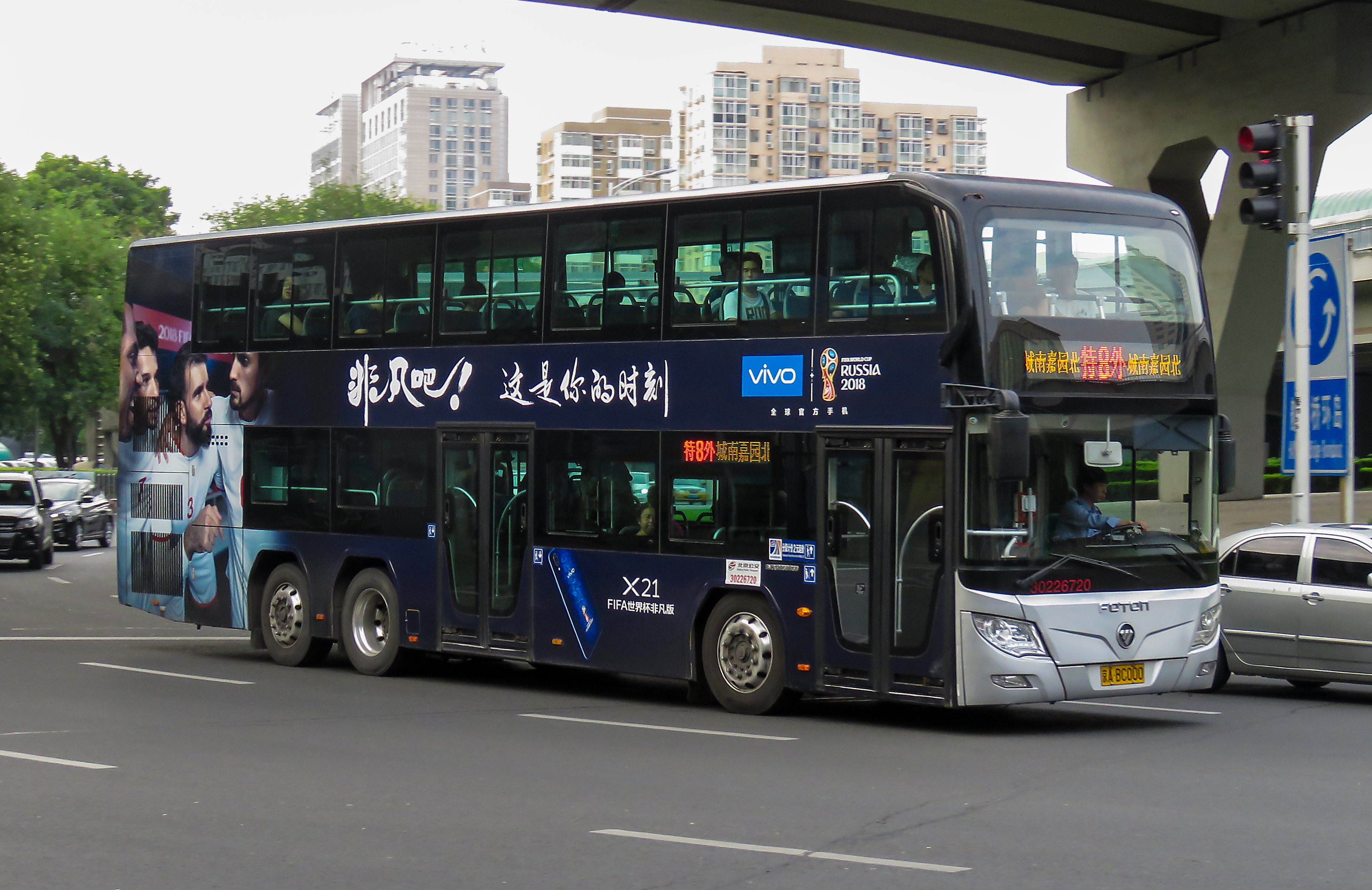
Werbebus in Peking

Im Oktober 2015 wurde Vivo im Rahmen eines Zweijahresvertrags ab der Saison 2016 Titelsponsor der indischen Premier League. Im Juli 2017 wurde der Vertrag bis 2022 verlängert.
Im Juni 2017 schloss Vivo einen Sponsoringvertrag mit der FIFA ab, um die offizielle Smartphone-Marke der Fußball-Weltmeisterschaften 2018 und 2022 zu werden. Das Unternehmen wurde auch Titelsponsor von Indiens „Pro Kabaddi“.
Vivo hat einen Sponsorvertrag mit der NBA in China, wobei der Spieler der Golden State Warriors, Stephen Curry, die Marke in China und auf den Philippinen unterstützt.
Das Unternehmen schloss für Captain America einen Vertrag über Produktplatzierungen mit den Marvel Studios ab: In dem Film The First Avenger: Civil War wurden Vivo-Telefone von Captain America und Iron Man verwendet.
Im 2024 vivo war das offizielle Smartphone von UEFA EURO 2024.

## Smartphones (Auswahl)

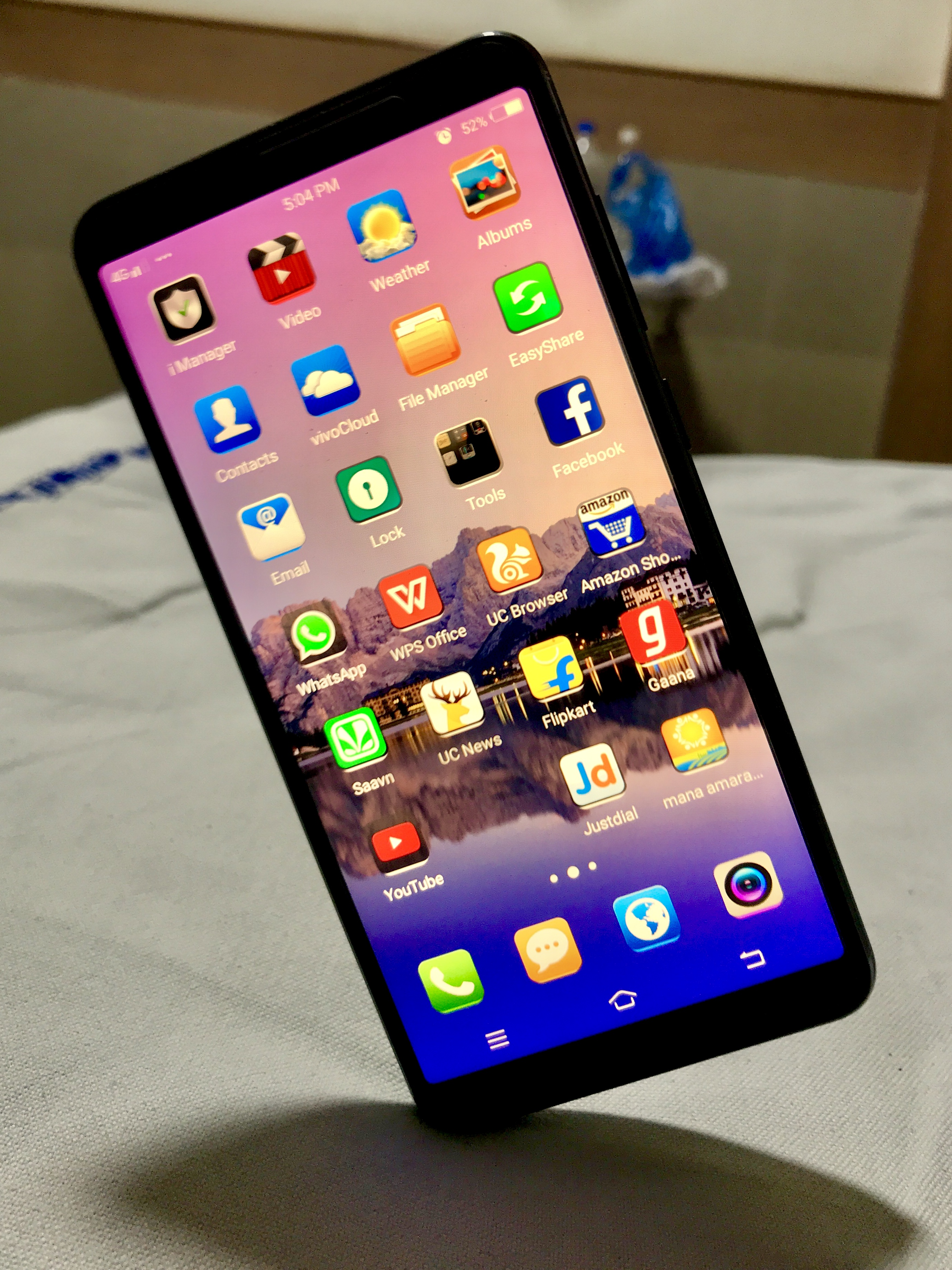
Vivo V7

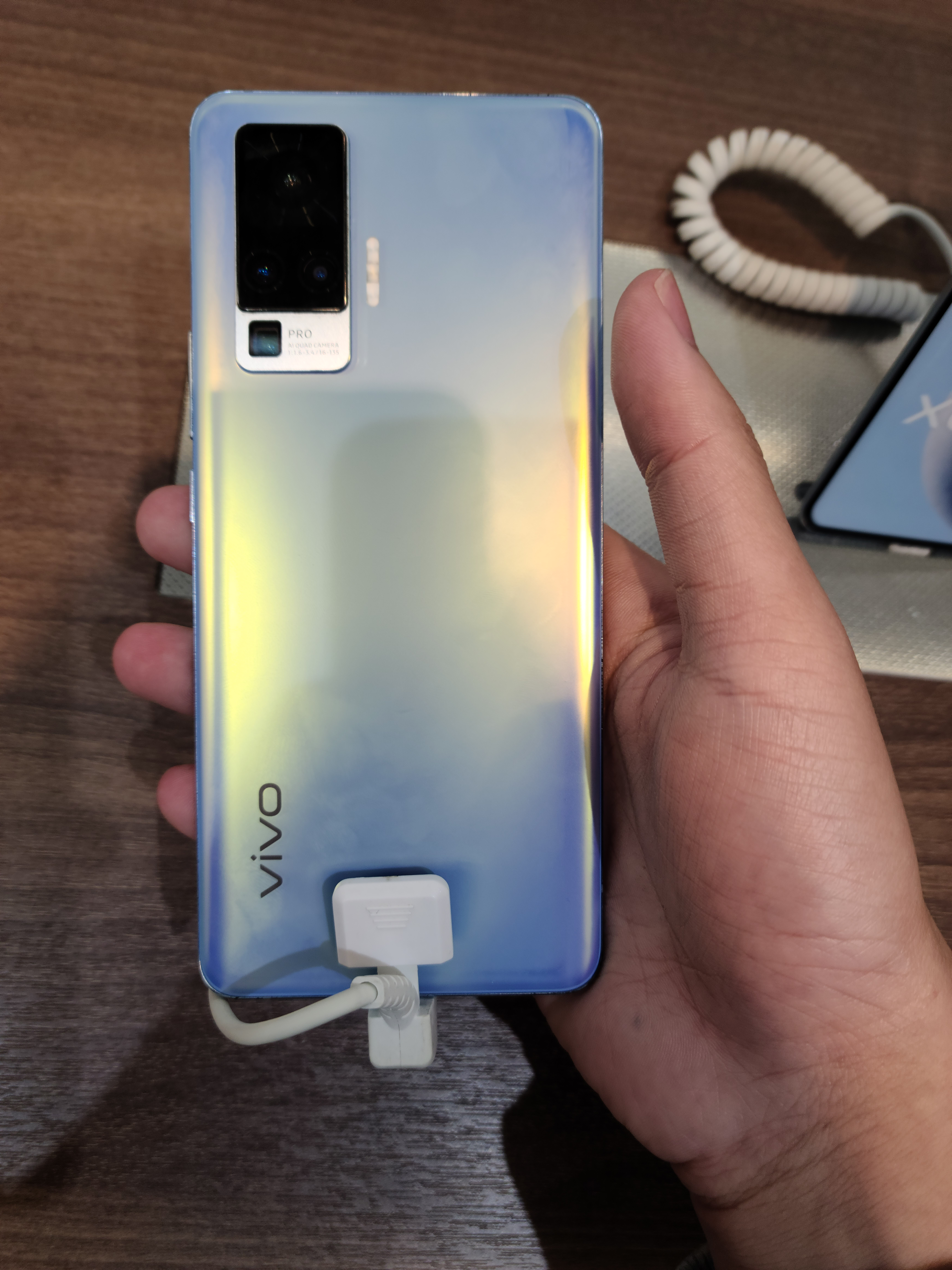
Rückseite des Vivo X50 Pro

| Modell     | Veröffentlichung | Sonstiges                                                                |
| ---------- | ---------------- | ------------------------------------------------------------------------ |
| X51 5G     | November 2020    | In Europa erhältlich; erstes Smartphone mit Gimbal-Videostabilisierung   |
| X60 Pro 5G | Mai 2021         | In Europa erhältlich; mit ZEISS-Kamera und Gimbal 2.0-Videostabiliserung |
| X80 Pro    | Juli 2022        | In Europa erhältlich; mit verbesserter ZEISS-Kamera                      |
| X90 Pro    | Februar 2023     | In Europa erhältlich; mit ZEISS-Kamera und natürlichem Bokeh             |
| X100 Pro   | November 2023    | In Europa erhältlich; mit 1 Zoll Hauptkamera und Zeiss APO Super-Tele    |
| X200 Pro   | Oktober 2024     | In Europa erhältlich; mit 200 MP Tele-Kamera und ZEISS APO Linsen        |

| Modell     | Veröffentlichung | Sonstiges                                                               |
| ---------- | ---------------- | ----------------------------------------------------------------------- |
| Y51        | Januar 2016      |                                                                         |
| Y53        | April 2017       |                                                                         |
| Y55        | Februar 2018     |                                                                         |
| Y65        | November 2018    |                                                                         |
| Y69        | August 2017      |                                                                         |
| Y71        | April 2018       |                                                                         |
| Y81i       | Oktober 2018     |                                                                         |
| Y81        | August 2018      |                                                                         |
| Y83        | Mai 2018         |                                                                         |
| Y85        | Mai 2018         |                                                                         |
| Y91C       | Februar 2018     |                                                                         |
| Y91i       | Dezember 2018    |                                                                         |
| Y91        | November 2018    | Speicher-Optionen: 2 GB RAM, 16 GB Speicher / 2 GB, 32 GB / 3 GB, 64 GB |
| Y93        | November 2018    | Farben: Starry Black, Sunset Red                                        |
| Y95        | November 2018    |                                                                         |
| Y17        | April 2019       | Das erste Vivo-Smartphone mit Mediatek Helio P35 und 5000-mAh-Batterie. |
| Y15        | Mai 2019         | Mit MediaTek Helio P22 und 2 Farben: Burgunder Rot und Aqua Blau.       |
| Y12        | Juni 2019        |                                                                         |
| Y11 (2019) | Oktober 2019     |                                                                         |
| Y19        | November 2019    |                                                                         |
| Y20s       | 2020             | In Europa und Deutschland erhältlich                                    |
| Y70        | 2020             | In Europa und Deutschland erhältlich                                    |
| Y72 5G     | Mai 2021         | In Europa und Deutschland erhältlich                                    |
| V40        | September 2024   | In Österreich erhältlich und auf Amazon.de in Deutschland               |
| V40SE      | September 2024   | In Österreich erhältlich und auf Amazon.de in Deutschland               |
| V50 Serie  | 2025             |                                                                         |